# Audeux (rivière)
Pour la commune, voir Audeux.
L'Audeux est une rivière française qui coule dans le département du Doubs, en Bourgogne-Franche-Comté. C'est un affluent du Sesserant en rive droite, donc un sous-affluent du Rhône par le Cusancin, le Doubs et la Saône.

## Géographie
L'Audeux est un cours d'eau de 24,2 km de longueur. L'Audeux prend sa source sur le territoire d'Eysson, petite localité du Doubs proche d'Épenouse où il est aussi appelé La Creuse.
Dans sa première partie, il s’écoule à pente faible dans des prairies et pâtures humides en direction du nord-ouest mais, à partir d'Orsans, il recoupe une série de plis transverses, se resserre en plusieurs canyons boisés en créant plusieurs cascades dont la grande cascade haute d'une dizaine de mètres (voir photo ci-contre).
Il traverse ensuite le domaine de l'abbaye de la Grâce-Dieu et s'écoule dans un secteur où le sous-sol est très faillé et subit alors plusieurs pertes, restant à sec la majeure partie de l'année. Au niveau de la limite entre Aïssey et Dammartin-les-Templiers, le lit de l'Audeux effectue un changement d'orientation vers le nord-est et entaille assez profondément le plateau créant les gorges de l'Audeux et générant les fameuses cuves de l'Audeux.
Lors de fortes pluies, l'Audeux retrouve son lit en surface et rejoint le Sesserant en rive droite, 130 mètres en aval de la source de ce dernier, sur la commune de Silley-Bléfond. Le Sesserant est la résurgence de l'Audeux, alimentée par ses pertes en aval de l'abbaye de la Grâce-Dieu ; c'est lui qui donne son nom à la rivière en aval. Il se jette dans le Cusancin qui rejoint le Doubs à Pont-les-Moulins face à Baume-les-Dames.

Première partie : de la source à la Grâce-Dieu
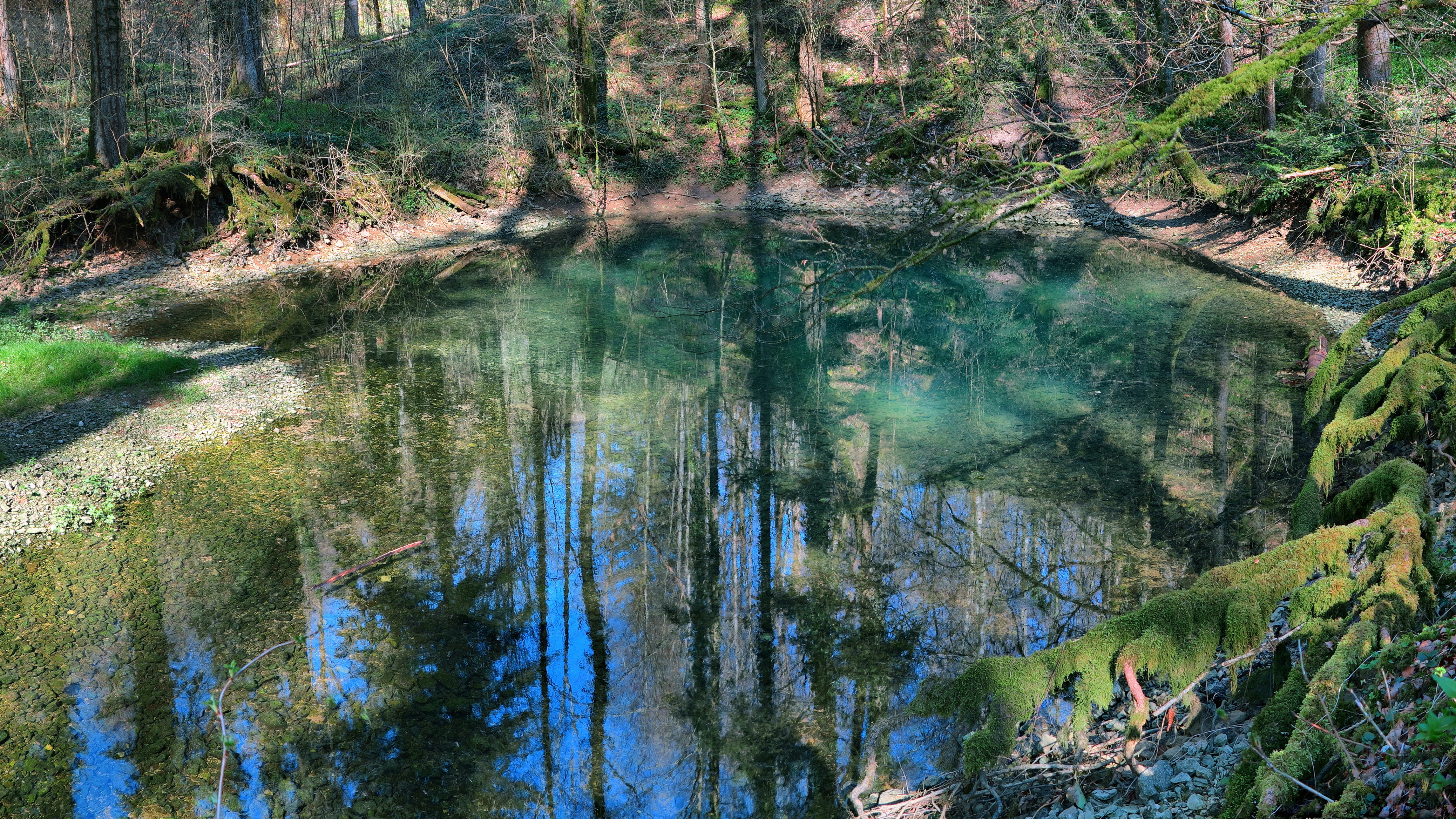
La source de l'Audeux à Eysson.
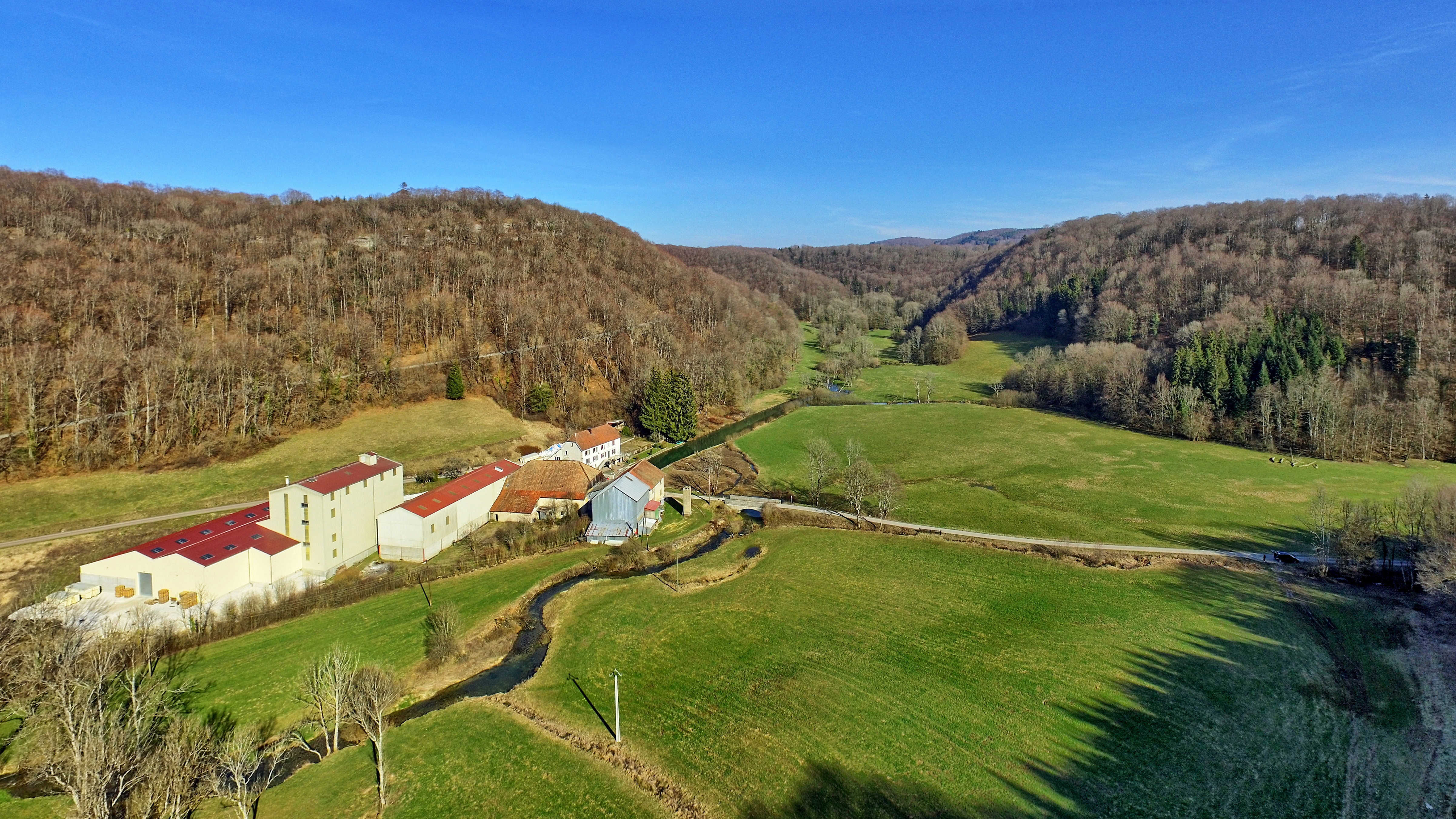
La vallée de l'Audeux au moulin de Creuse.
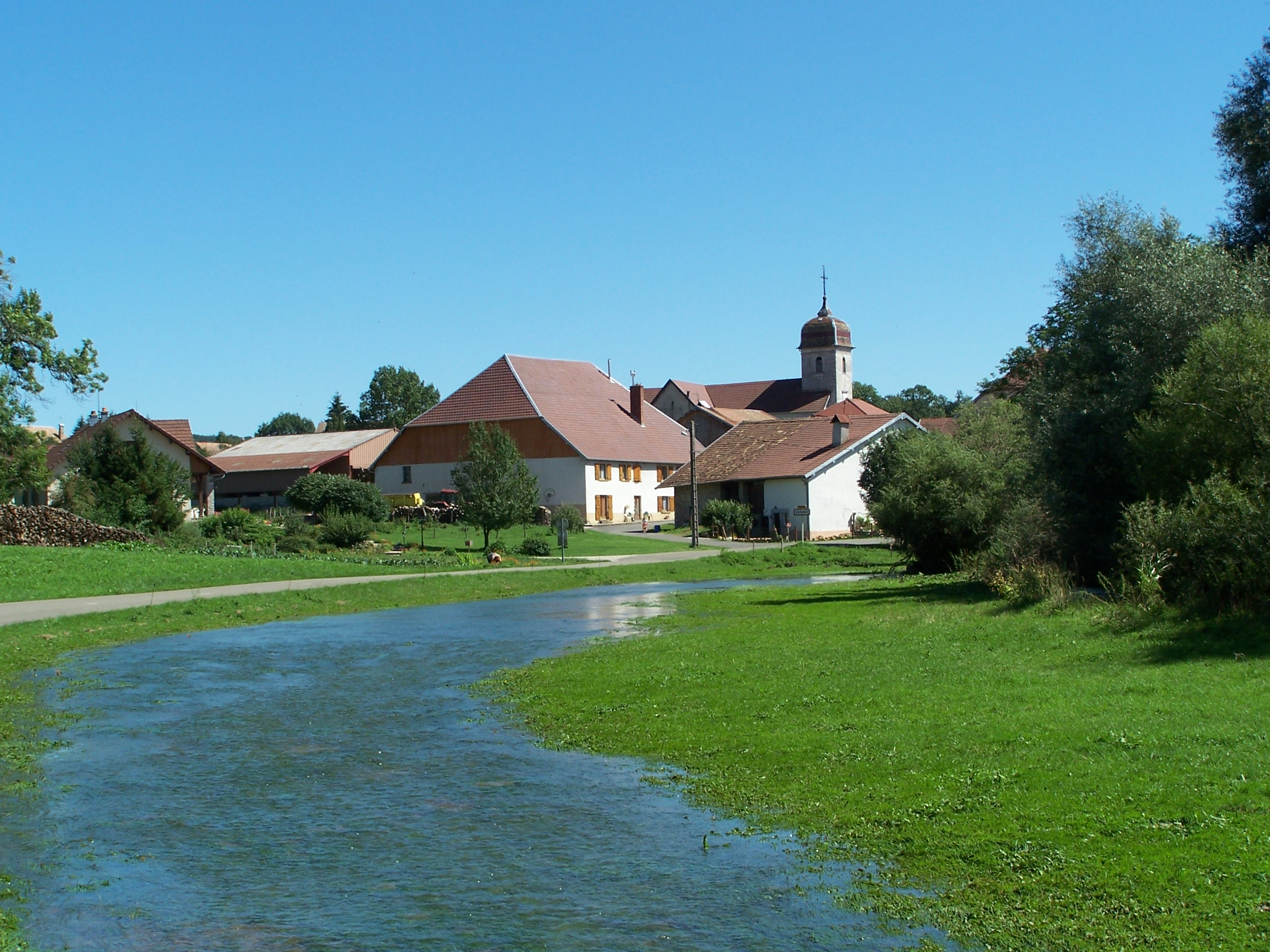
Crue de l'Audeux à Orsans (25530), en août 2006.
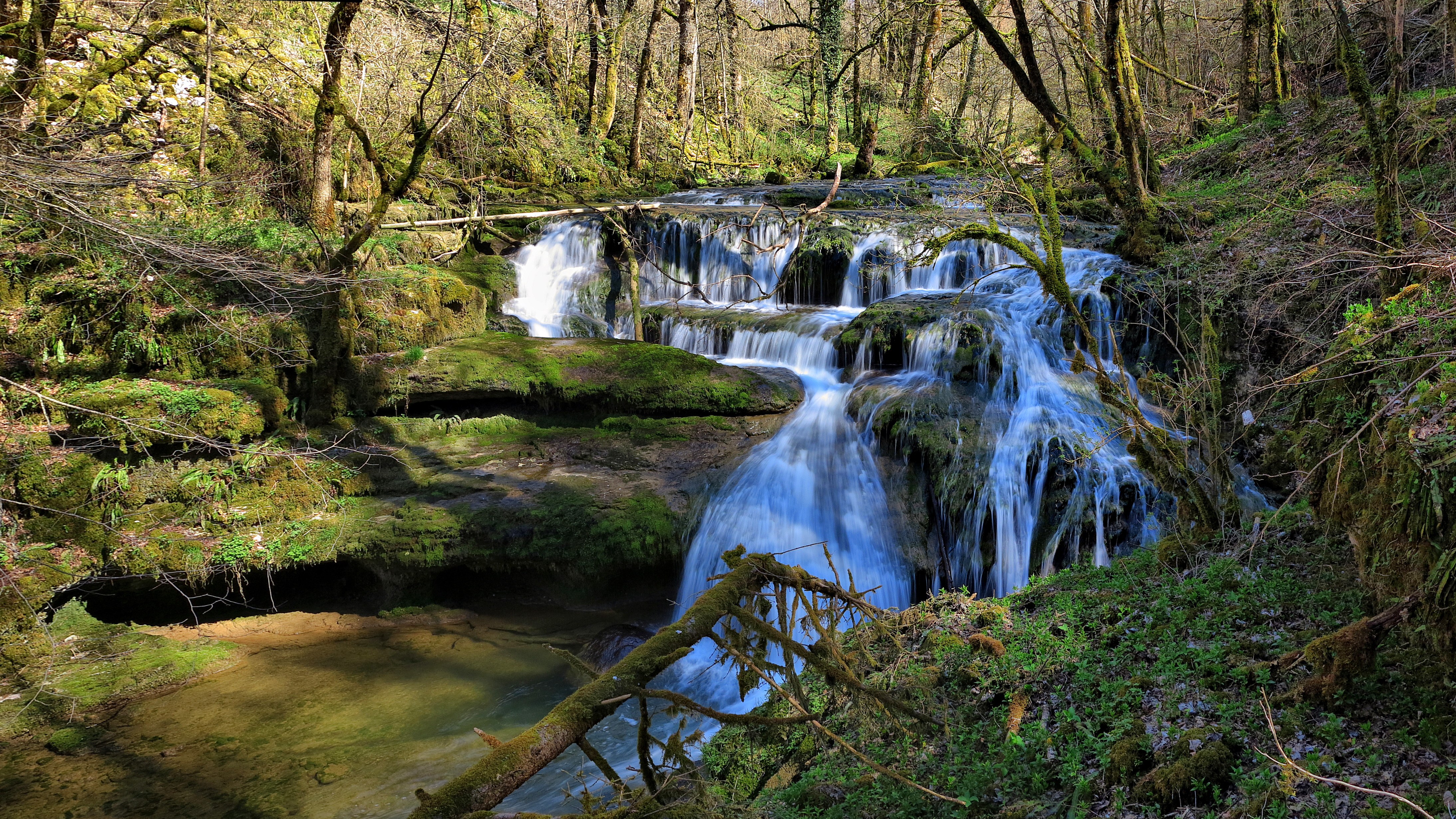
Cascades sur l'Audeux en amont de la Grâce-Dieu.

Seconde partie : de la Grâce-Dieu à Bléfond
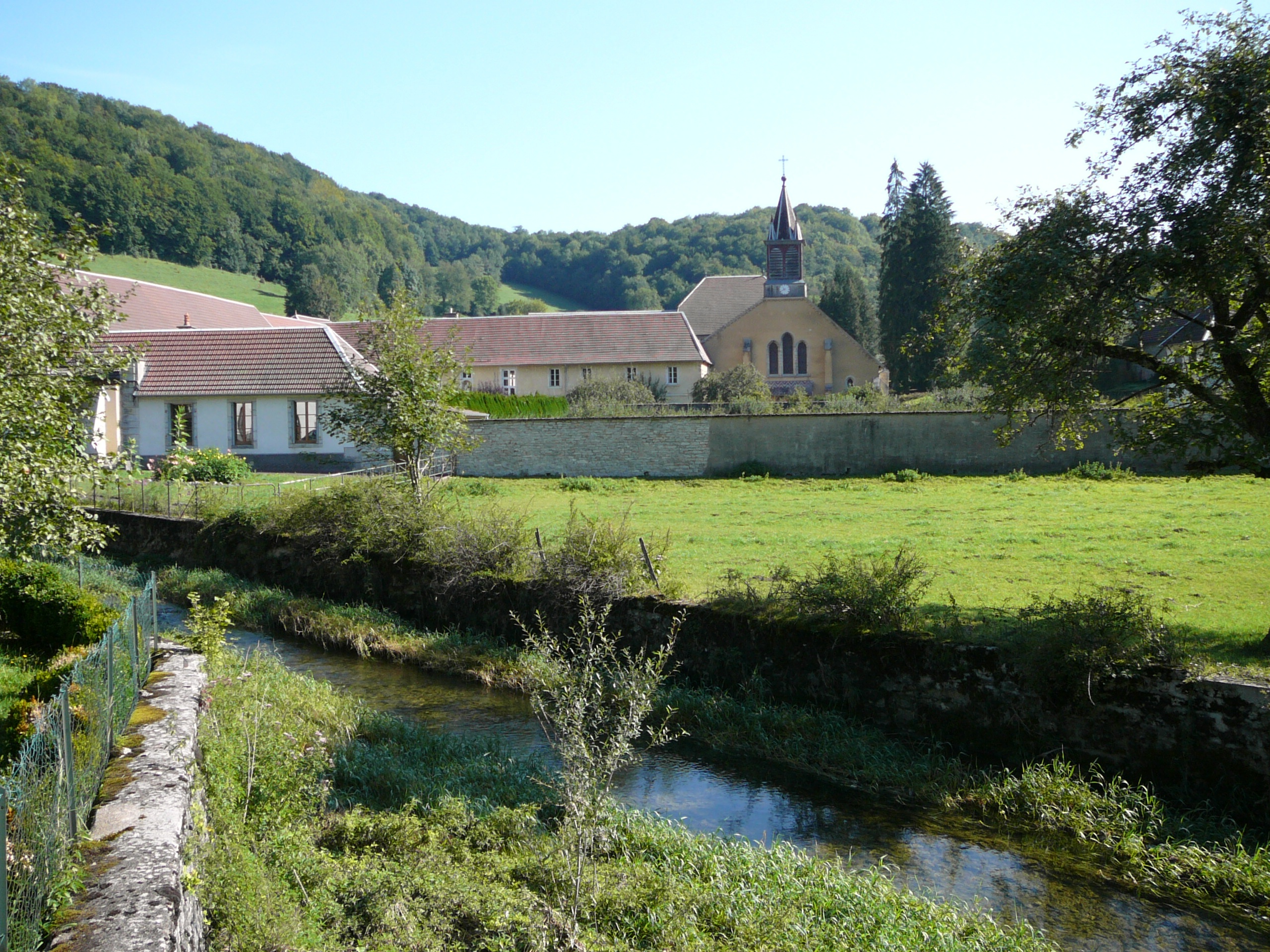
L'Audeux en aval de l'abbaye de la Grâce-Dieu.
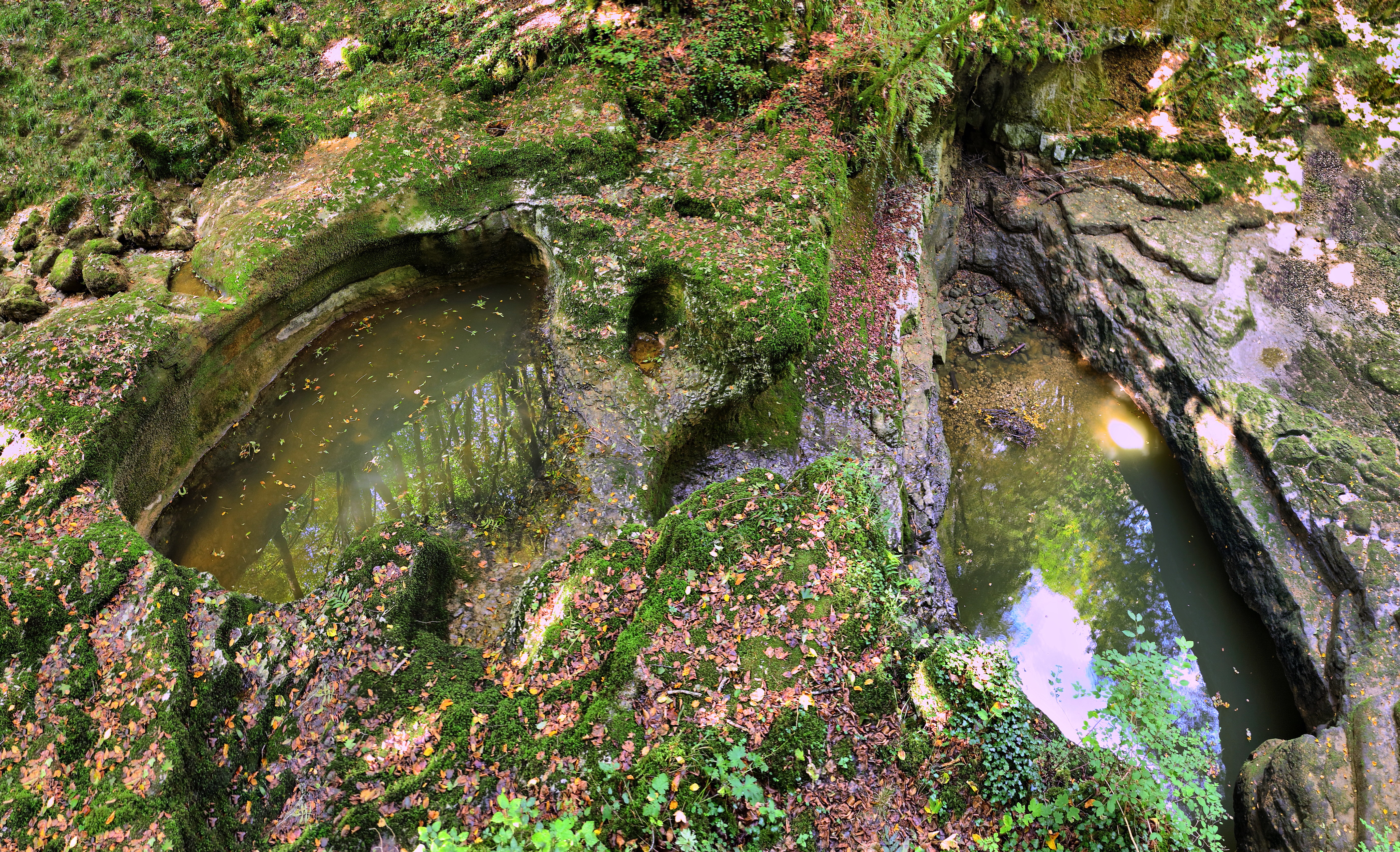
Les cuves de l'Audeux en période d'étiage à Aïssey.
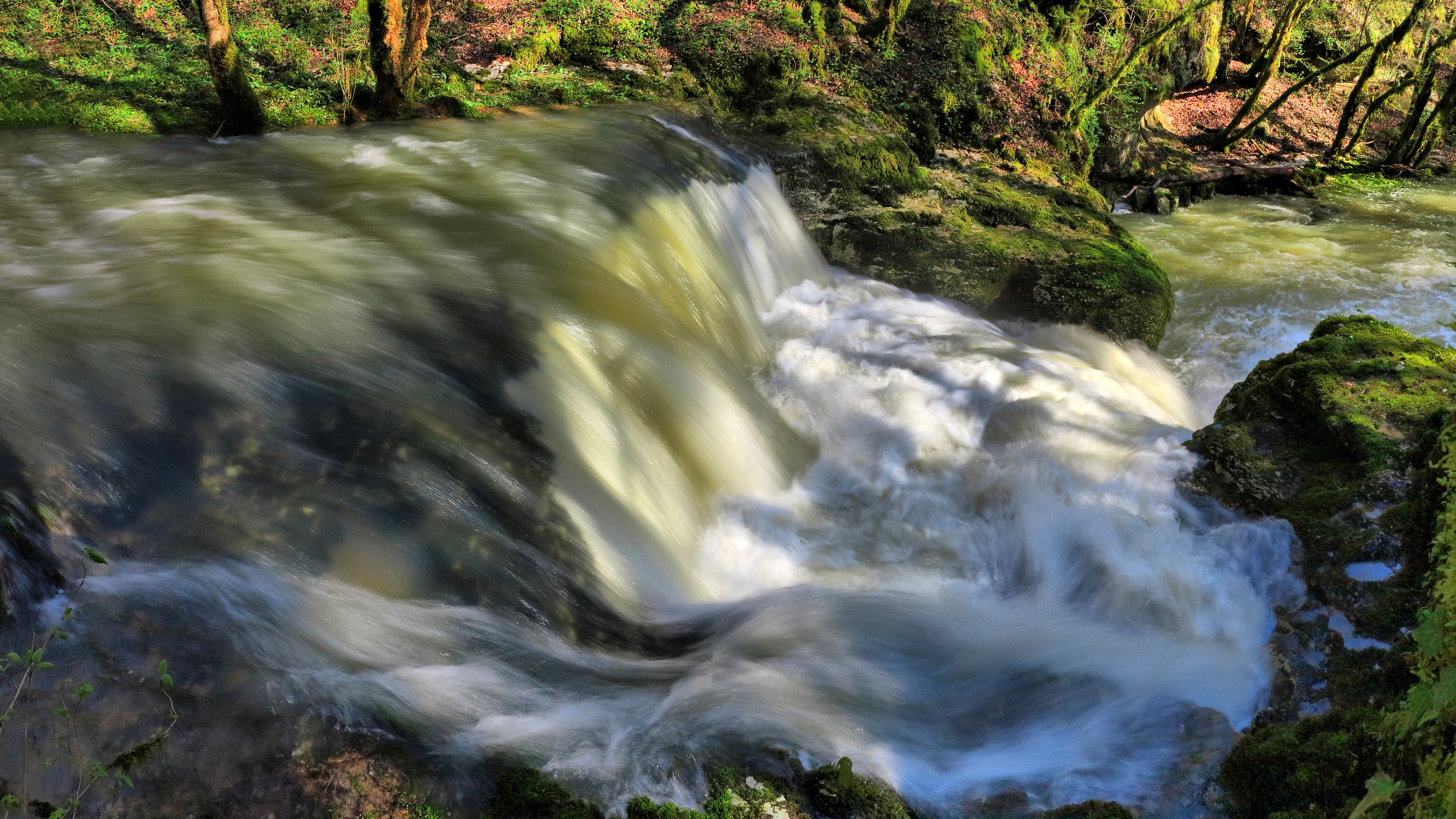
Les cuves de l'Audeux en fortes eaux à Aïssey.
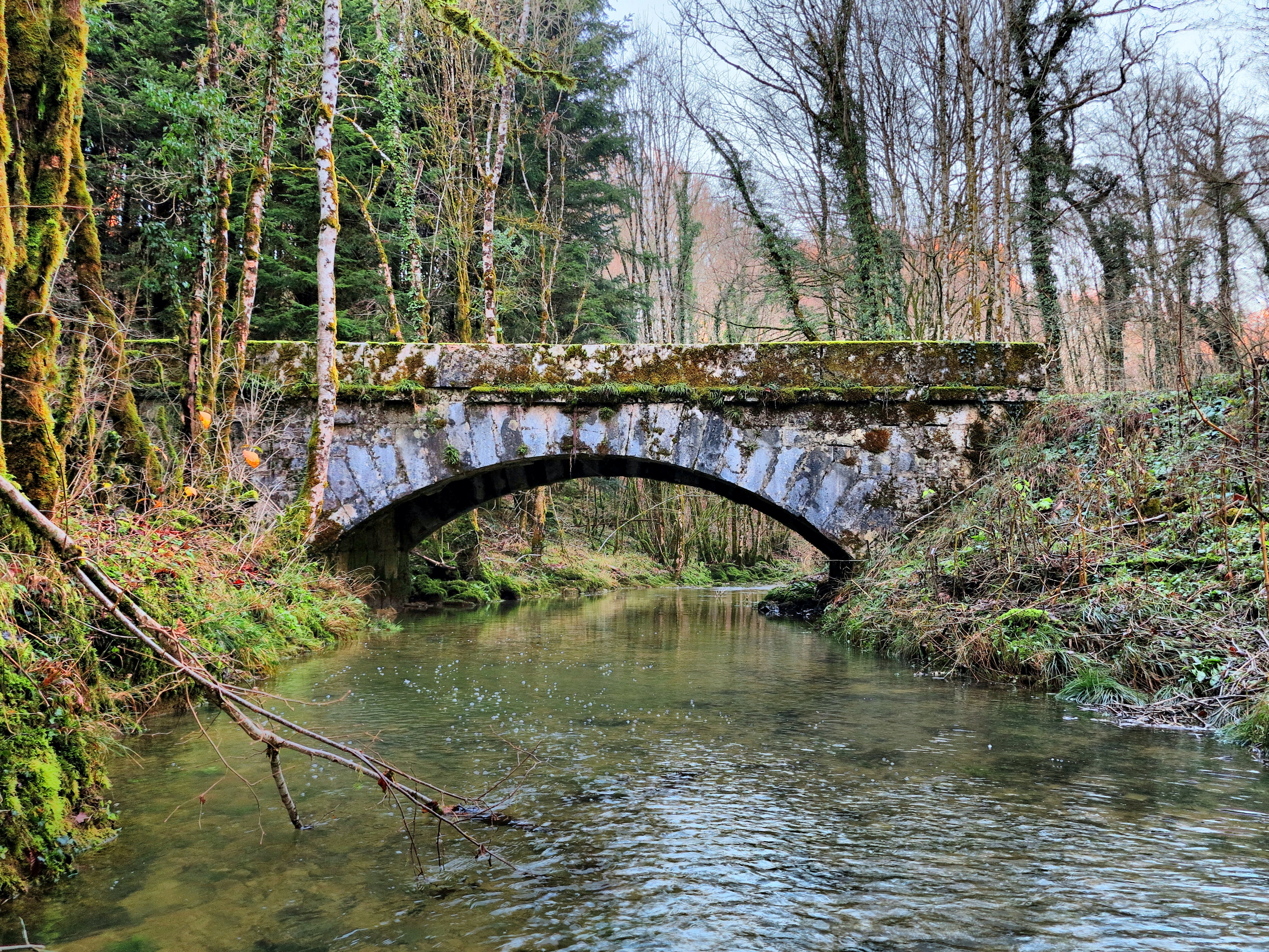
Pont sur l'Audeux vers Bretigney-Notre-Dame.

### Communes et cantons traversés
L'Audeux traverse ou longe douze communes, toutes situées dans le département du Doubs.
Liste de l'amont vers l'aval : Eysson, Villers-Chief, Épenouse, Bremondans, Orsans, Chaux-lès-Passavant, Aïssey, Glamondans, Dammartin-les-Templiers, Bretigney-Notre-Dame, Saint-Juan, Silley-Bléfond.

### Bassin versant
Le Sesserant traverse une seule zone hydrographique « Le Cusancin » (U242) de 299 km2 de superficie. Ce bassin versant est constitué à 53,93 % de « territoires agricoles », à 43,31 % de « forêts et milieux semi-naturels », à 2,56 % de « territoires artificialisés ».

## Affluent
L'Audeux n'a pas d'affluent contributeur référencé.

### Rang de Strahler
Donc son rang de Strahler est de un.

## Hydronymie
Sans doute du gallo-roman *AQUADUCTU (latin aquaeductus) « aqueduc » comme Audun-le-Roman et Audun-le-Tiche (jadis également Audeux et encore appelés Audeu localement).

## Hydrologie
L'Audeux est une rivière moyennement abondante, à l'inverse de la plupart des cours d'eau du bassin du Doubs qui sont généralement très fournis.

### L'Audeux à Silley-Bléfond
Son débit a été observé durant une période de 43 ans (1973-2015), à Silley-Bléfond, localité assez proche de son confluent avec le Doubs, à 300 m d'altitude. Le bassin versant de la rivière y est de 167 km2 soit plus ou moins 90 % de sa totalité.
Le module de la rivière à Silley-Bléfond est de 1,59 m3/s.
L'Audeux présente des fluctuations saisonnières de débit assez marquées, avec une période de hautes eaux d'hiver portant le débit mensuel moyen à un niveau situé entre 1,94 et 2,94 m3/s, de novembre à mars inclus (avec un maximum en février). Dès fin mars le débit diminue progressivement pour aboutir à la période des basses eaux qui se déroule de juillet à septembre, entraînant une baisse du débit moyen mensuel allant jusqu'au plancher de 0,333 m3/s au mois d'août. Cependant les fluctuations de débit peuvent être plus importantes d'après les années et sur des périodes plus courtes.

### Étiage ou basses eaux
À l'étiage le VCN3 peut chuter jusque 0,004 m3/s, en cas de période quinquennale sèche, soit 4 litre par seconde, ce qui est très sévère, le cours d'eau étant ainsi pratiquement à sec.

### Crues
Les crues peuvent être importantes compte tenu de la petitesse du bassin versant. Les QIX 2 et QIX 5 valent respectivement 22 et 30 m3/s. Le QIX 10 est de 34 m3/s, le QIX 20 de 39 m3/s, tandis que le QIX 50 se monte à 45 m3/s.
Le débit instantané maximal enregistré à Silley-Bléfond durant cette période de 28 ans, a été de 49,8 m3/s le 25 mai 1983, tandis que la valeur journalière maximale était de 42 m3/s le même jour. Si l'on compare le débit instantané maximal à l'échelle des QIX de la rivière, l'on constate que cette crue de mai 1983 était très supérieure à la crue cinquantennale définie par le QIX 50, et donc tout à fait exceptionnelle. la hauteur maximale instantanée a été de 156 cm ou encore 1,56 m le 2 mai 2015.

### Lame d'eau et débit spécifique
La lame d'eau écoulée dans le bassin versant de l'Audeux est de 292 millimètres annuellement, ce qui est légèrement inférieur à la moyenne d'ensemble de la France tous bassins confondus, mais surtout nettement moins élevé que la moyenne du bassin de la Saône (501 millimètres/an à Lyon). Le débit spécifique de la rivière (ou Qsp) atteint 9,2 litres par seconde et par kilomètre carré de bassin.